# 榑林皓堂
榑林 皓堂（くればやし こうどう、1893年10月1日 - 1988年1月6日）は、日本の曹洞宗の僧侶、仏教学者、駒澤大学総長。

## 略歴
1893年に静岡県榛原郡菅山村（現牧之原市）の華厳院、榑林拡道の長男として生まれる。
1915年、曹洞宗大学林（現、駒澤大学）を卒業し、永平寺で丘宗潭について修行。1918年から1921年には岸沢惟安について修行。
1927年に駒澤大学助手に就任、講師、助教授を経て教授、仏教学部長に。1958年に『道元禅の研究』で駒澤大学文学博士。1968年から75年に駒澤大学総長。76年に名誉教授。73年に曹洞宗権大教正に補任。

## 受賞歴
- 1978年、仏教伝道文化賞功労賞

## 著書
- 『道元禅入門』（大法輪閣 1950年→19975年）
- 『道元禅の研究 その性格と構造』（禅学研究会、1963年）
- 『禅の目ざすもの 昭和仏教全集』（教育新潮社、1964年）
- 『普勧坐禅儀をたたえる』（曹洞宗宗務庁、1977年）
- 『道元禅の本流』（大法輪閣、1980年）
- 『現成公案を語る 今を生きる正法眼蔵講讃』（大法輪閣、1991年）
- 『正法眼蔵とは 『正法眼蔵』の体系的研究』（大蔵舎、1993年）
- 『正法眼蔵講讃』全5巻（青山社、1996年）

### 博士論文
- 『道元禅の研究 その性格と構造』（駒澤大学、文学博士、1958年）

### 編纂
- 『正法眼藏啓迪』増補改訂3版（西有穆山提唱、富山祖英聴書、正法眼藏啓迪頒布會、1941年→大法輪閣、1965年）

### 論文
- CiNii>槫林皓堂
- http://bauddha.dhii.jp/INBUDS/search.php?m=sch&a=&uekey=%E6%A6%91%E6%9E%97%E7%9A%93%E5%A0%82&ekey1=author INBUDS>槫林皓堂]